# دهستان ویمسی
دهستان ویمسی (به لاتین: Viimsi Parish) یک دهستان در استونی است که در شهرستان هاریو واقع شده‌است.

## خصوصیات
دهستان ویمسی ۷۲٫۸۴ کیلومترمربع مساحت و ۱۶٬۹۰۱ نفر جمعیت دارد.

## خواهرخوانده
شهر تابی، سوئد خواهرخواندهٔ دهستان ویمسی هست.